# 服部幸
服部 幸（はっとり ゆき）は、日本の獣医師。東京猫医療センター院長。

## 経歴
北里大学獣医学部卒業。
2005年、SyuSyu CAT Clinic院長。
2006年、アメリカのテキサス州にある猫専門病院 Alamo Feline Health Centerにて研修プログラム修了。
2012年 猫専門病院「東京猫医療センター」を開院。
2013年 ISFM(国際猫医学会)のゴールドレベルの認定を取得。
2014年 JSFM（ねこ医学会）理事。

## 著書
- 『ネコにウケる飼い方』ワニブックス、2014年
- 『イラストでわかる! ネコ学大図鑑 』宝島社、2016年
- 『猫を極める本 猫の解剖から猫にやさしい病院づくりまで』インターズー、2018年